# Ceilán en los Juegos Olímpicos de Roma 1960
Ceilán (actualmente Sri Lanka) estuvo representado en los Juegos Olímpicos de Roma 1960 por cinco deportistas masculinos que compitieron en cuatro deportes.
El equipo olímpico no obtuvo ninguna medalla en estos Juegos.